# Frauenkirchen
Frauenkirchen (del húngaro: Boldogasszony) es una ciudad localizada en el Distrito de Neusiedl am See, estado de Burgenland, Austria.

## Geografía
Frauenkirchen es el único distrito en su municipio, además, se cree que podría ser el centro geográfico de Europa.

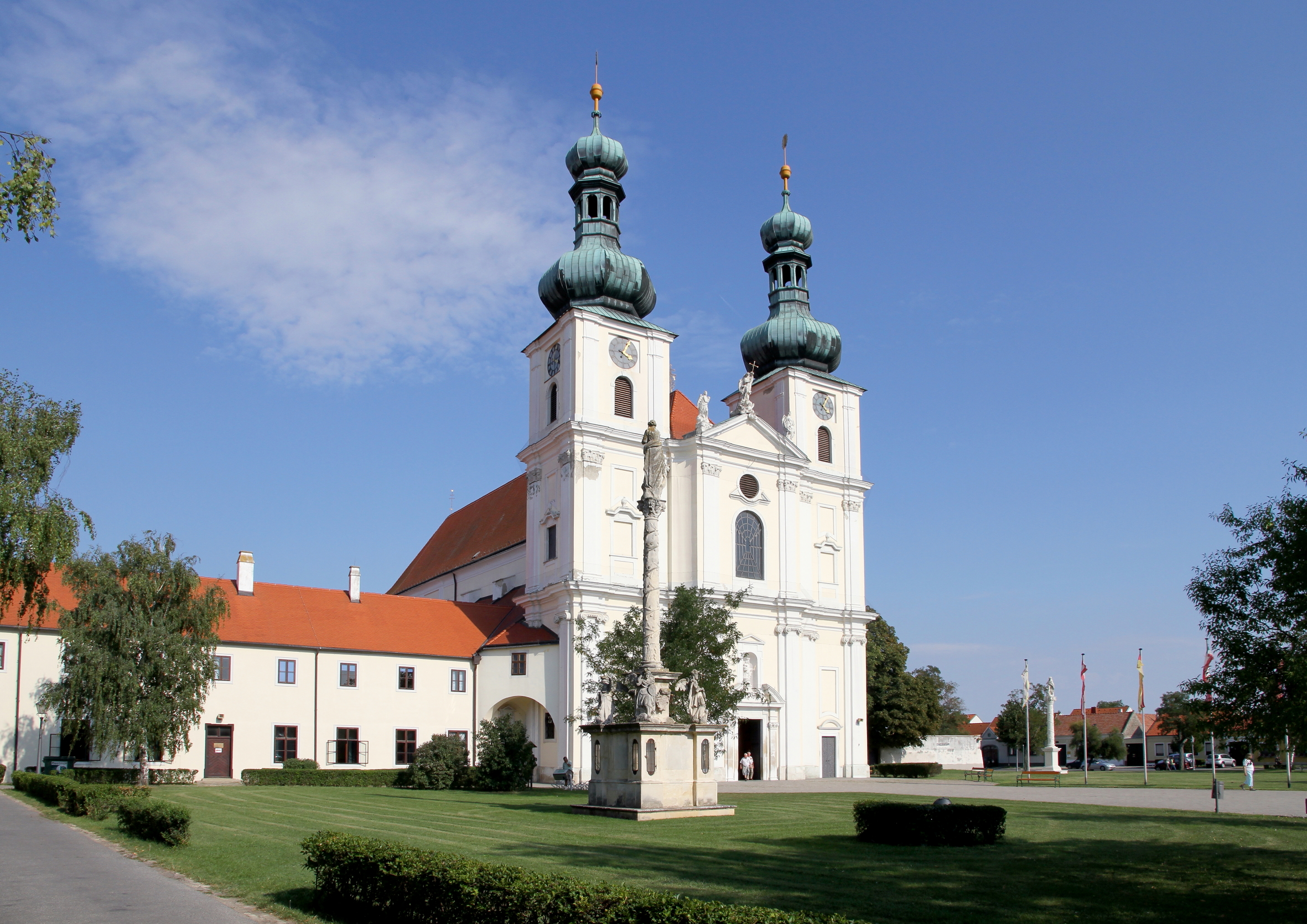
Frauenkirchen Basilica

## Historia
La comunidad de Frauenkirchen, como el resto de Burgenland, perteneció a Hungría (Alemán-Oeste Hungría) hasta 1920/21. A partir de 1898 hacia adelante, fue forzada para cambiar su nombre al becauser húngaro de Boldogasszony a la política de Magyarization en el gobierno de Budapest. Después del final de la Primera Guerra Mundial, el territorio del Alemán-Oeste Hungría fue dado a Austria por los tratados de St. Germain y Trianon. Desde 1921, la ciudad ha pertenecido al estado nuevamente fundado de Burgenland. Frauenkirchen ha sido un municipio desde 1982 (con Vo 5).
- Datos: Q660728
- Multimedia: Frauenkirchen / Q660728

1. ↑  Worldpostalcodes.org, código postal n.º 7132.